# Anthophora altaica
Anthophora altaica är en biart som beskrevs av Radoszkowski 1882. Anthophora altaica ingår i släktet pälsbin, och familjen långtungebin. Inga underarter finns listade i Catalogue of Life.